# Rathaus Ritterhude
Das Rathaus Ritterhude in der niedersächsischen Gemeinde Ritterhude, Riesstraße 40, stammt aus dem ersten Drittel des 20. Jahrhunderts. Aktuell (2025) wird es als Rathaus genutzt.
Das Gebäude steht unter Denkmalschutz (siehe auch Liste der Baudenkmale in Ritterhude).

## Geschichte und Beschreibung
Die in Ritterhude geborenen Gebrüder Ries wanderten in den 1860er Jahren nach Amerika aus und gründeten mit ihrem dort erworbenen Vermögen mehrere Stiftungen zur Verschönerung und Verbesserung der Stadt Ritterhude. Von 1912 bis 1933 ließen sie aus Mitteln dieser Stiftungen sechs Gebäude (Turnhalle, Apotheke, Rathaus, Pfarrhaus mit Konfirmandensaalgebäude, Riesschule, Postgebäude) errichten. Das Pfarrhaus war ein Geschenk der Brüder an die Kirchengemeinde.
Das zweigeschossige traufständige neunachsige verklinkerte Gebäude auf hohem Sandsteinsockel mit ziegelgedecktem Walmdach mit mittigem kupfergedeckten Dachreiter mit Uhr und Glockenhaube sowie zwei Giebelgauben wurde 1928 nach Plänen von Regierungsbaumeister Friedrich August Wilhelm Schuckmann (Bremen) mit Mitteln der Geschwister Ries gebaut. Die symmetrischen Fassaden mit zwei seitlich hervorspringenden Kopfbauten wurden gestaltet durch einen mittigen Eingang mit einer Freitreppe und vorgezogenem Portal mit darüber liegendem Balkon, hervorgehoben durch die Gestaltung in Sandstein sowie Gesimsen und Fensterrahmungen. Die Seitenfassaden haben einen wuchtigen Standbalkon aus Sandstein mit Lisenen nach Südwesten und einen markanten Giebelrisalit mit neoklassizistischem Giebel nach Nordosten. Die Rückseite zur Goethestraße mit den beiden seitlichen Risaliten, dem mittigen sandsteingefassten Nebeneingang und der seitlichen Rampe für Behinderte sowie vier mittigen Gauben. Das Rathaus wurde 2000 saniert und umgebaut.

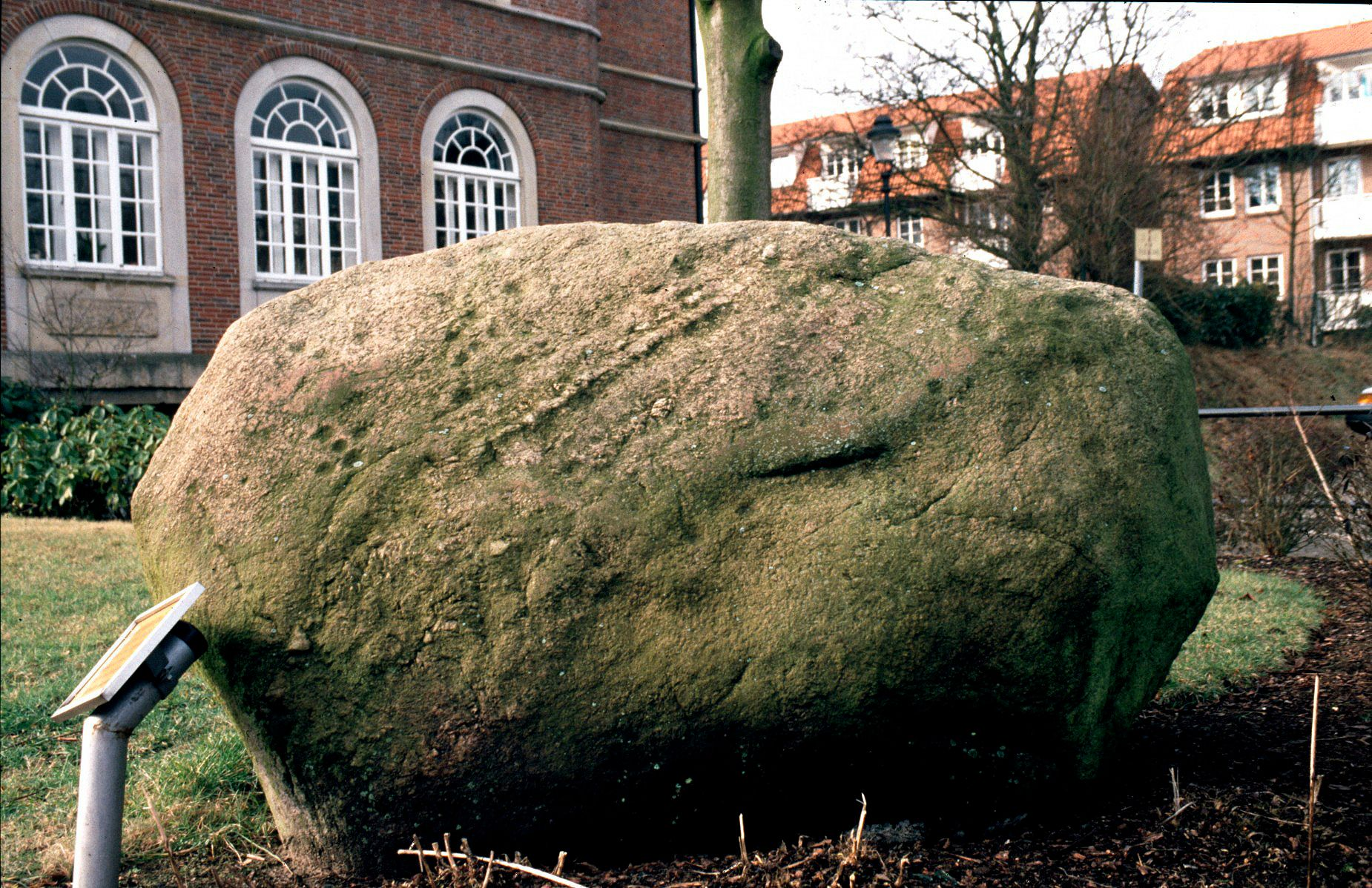
Schalenstein

Vor dem Rathaus ein symmetrisch geformter Platz. Hier liegt der Schalenstein von Ritterhude, ein unregelmäßig geformter Granitfindling als Bodendenkmal; an der einigermaßen ebenen Oberfläche mindestens 36 Schälchen, mit eine Länge von 1,8 m und einer Höhe von 1,4 m.
Das Landesdenkmalamt befand u. a.: „… Backsteinbau in leicht expressionistischer Formgebung …“
Der Architekt Friedrich Schuckmann hat in Ritterhude entworfen: Apotheke (1926), Rathaus (1928), Pfarrhaus (1929), Riesschule (1930) und Postgebäude (1933).
Die Verwaltung der Gemeinde Ritterhude ist im Rathaus (Bürgermeister, Ordnung, Finanzen, Bau, Planung, Zentrale Dienste) sowie in den Verwaltungsgebäuden Apotheke Riesstraße 68 (Soziales, Bildung, Kultur, Wirtschaft), Goethestraße 2–4 (Personal, IT-Service) und Moormannskamp 11 (Gebäude, Grundstücke) untergebracht.